# Omar Abdalla Aboelazm
Omar Abdalla Aboelazm, född 25 maj 1980 i Äppelbo, Vansbro kommun, är en svensk medborgare som är dömd för att ha planerat ett terrorbrott mot den danska tidningen Jyllands-Posten.
Aboelazm har en svensk mor och en egyptisk far. Han har två halvsyskon på sin mors sida och fem halvsyskon på faderns sida. En av hans halvsystrar är granne till Sahbi Zalouti, en av de andra misstänkta som greps i samma fall. Han är ogift och har inga barn.
Enligt en artikel i Expressen har Aboelazm Asperger syndrom. År 2000 dömdes han till psykiatrisk behandling efter ett överfall 1999 då han också gjorde sexuella närmanden mot en 25-årig kvinna. Han har även begått sexuella övergrepp mot en 23-årig kvinna, en 16-årig flicka, en 13-årig flicka och tre 15-åriga flickor vid sex olika tillfällen. Under en psykiatrisk undersökning 2002 konstaterade läkare att Aboelazm led av en "allvarlig psykisk störning" och behövde "psykiatrisk behandling i samband med frihetsberövande eller annat tvång".
Han dömdes 2012 till 12 års fängelse för att ha planerat ett terrorattentat mot den danska tidningen Jyllands-Posten 2010. Säpo hade i hemlighet avlyssnat Aboelazm och tre andra män, och i samarbete med dansk polis greps de innan de kunde göra verklighet av planerna. Medan han var fängslad i Danmark misstänktes han för att ha planerat nya attacker, eftersom polisen fann instruktioner för att konstruera vapen i sin cell tillsammans med kartor över offentliga platser. Efter att i februari 2013 ha överförts till svensk fängelse fick han ett antal varningar för att vägra att arbeta och störande beteende.